# Nieznamierowice
Nieznamierowice – wieś (dawniej miasto) w Polsce położona w województwie mazowieckim, w powiecie przysuskim, w gminie Rusinów. Ma status sołectwa.
| SIMC    | Nazwa | Rodzaj    |
| ------- | ----- | --------- |
| 0635336 | Dołki | część wsi |

Nieznamierowice uzyskały lokację miejską przed 1440 rokiem, zdegradowane po 1662 roku. Prywatne miasto szlacheckie, położone było w drugiej połowie XVI wieku w powiecie radomskim województwa sandomierskiego.
W latach 1954–1959 wieś należała i była siedzibą władz gromady Nieznamierowice, po jej zniesieniu w gromadzie Rusinów. W latach 1975–1998 miejscowość administracyjnie należała do województwa radomskiego.
Wieś jest siedzibą rzymskokatolickiej parafii św. Andrzeja Apostoła.

## Historia
Początki miejscowości sięgają czasów kultury łużyckiej. Znajdował się tu gród obronny na niewielkim wzniesieniu otoczonym przez wody rzeki Drzewiczki. W 1028 r. król Mieszko II uczynił Nieznamierowice wsią królewską oraz założył tu wspólnotę rodową Znamierowskich, nadając wsi jednocześnie nazwę "Znamierowice".
Od końca XV w. Znamierowice posiadały prawa miejskie. Od tego również czasu miejscowość nosi nazwę Nieznamierowice. Wieś utraciła prawa miejskie w 1720 r.
Pod koniec XVIII w. Urszula Dembińska starościna wolbromska zakupiła dobra nieznamierowickie od rodziny Krzeczkowskich.
Od pierwszego stycznia 1954 roku powołano Gromadzką Radę Narodową, w skład której wchodziły następujące wsie: Nieznamierowice, Wola Gałecka, Kolonia Janki. Liczba ludności wynosiła wtedy 936 osób. Pierwszym przewodniczącym tego organu był Andrzej Namielski, zaś sekretarzem Stefan Kozłowski. Gromadzka Rada istniała do 1959 roku. W czasie jej funkcjonowania zostało założone światło uliczne we wsi, urząd pocztowy, wybudowano drogę o nawierzchni brukowej na odcinku 1200 metrów. Zagospodarowano nieużytki o powierzchni 30 ha, na której posadzono las. W 1955 roku w miejscowości powstał ośrodek zdrowia.
W 1869 roku do kościoła parafialnego nabyte zostały organy, które wcześniej znajdowały się w kościele Sióstr Wizytek przy Krakowskim Przedmieściu w Warszawie. Wówczas na instrumencie w każdą niedzielę podczas mszy szkolnych Liceum Warszawskiego grywał Fryderyk Chopin. Organy nie przetrwały jednak do naszych czasów.
W miejscowości zachował się dawny rynek.

## Zabytki
- Kościół parafialny pw. św. Andrzeja Apostoła wzniesiony w XV w., w późniejszym okresie przebudowywany. Swój obecny kształt budynek uzyskał na skutek przebudowy w I połowie XX w.